# HMS Euryalus (42)
HMS Euryalus (42) là một tàu tuần dương hạng nhẹ thuộc lớp Dido của Hải quân Hoàng gia Anh Quốc được đưa ra hoạt động trong Chiến tranh Thế giới thứ hai. Nó đã tham gia nhiều hoạt động trong chiến tranh, chủ yếu là tại Mặt trận Địa Trung Hải; và sau chiến tranh nó vẫn tiếp tục phục vụ, vẫn hầu hết là tại Địa Trung Hải và Trung Đông, cho đến khi ngừng hoạt động vào năm 1954 và tháo dỡ vào năm 1959.

## Thiết kế và chế tạo
Euryalus được chế tạo tại Xưởng tàu Chatham, Anh Quốc, được đặt lườn vào ngày 21 tháng 10 năm 1937. Nó được hạ thủy vào ngày 6 tháng 6 năm 1939 và được đưa ra hoạt động vào ngày 30 tháng 6 năm 1941. Euryalus là chiếc tàu tuần dương cuối cùng được đóng tại Chatham.

## Lịch sử hoạt động

### Địa Trung Hải

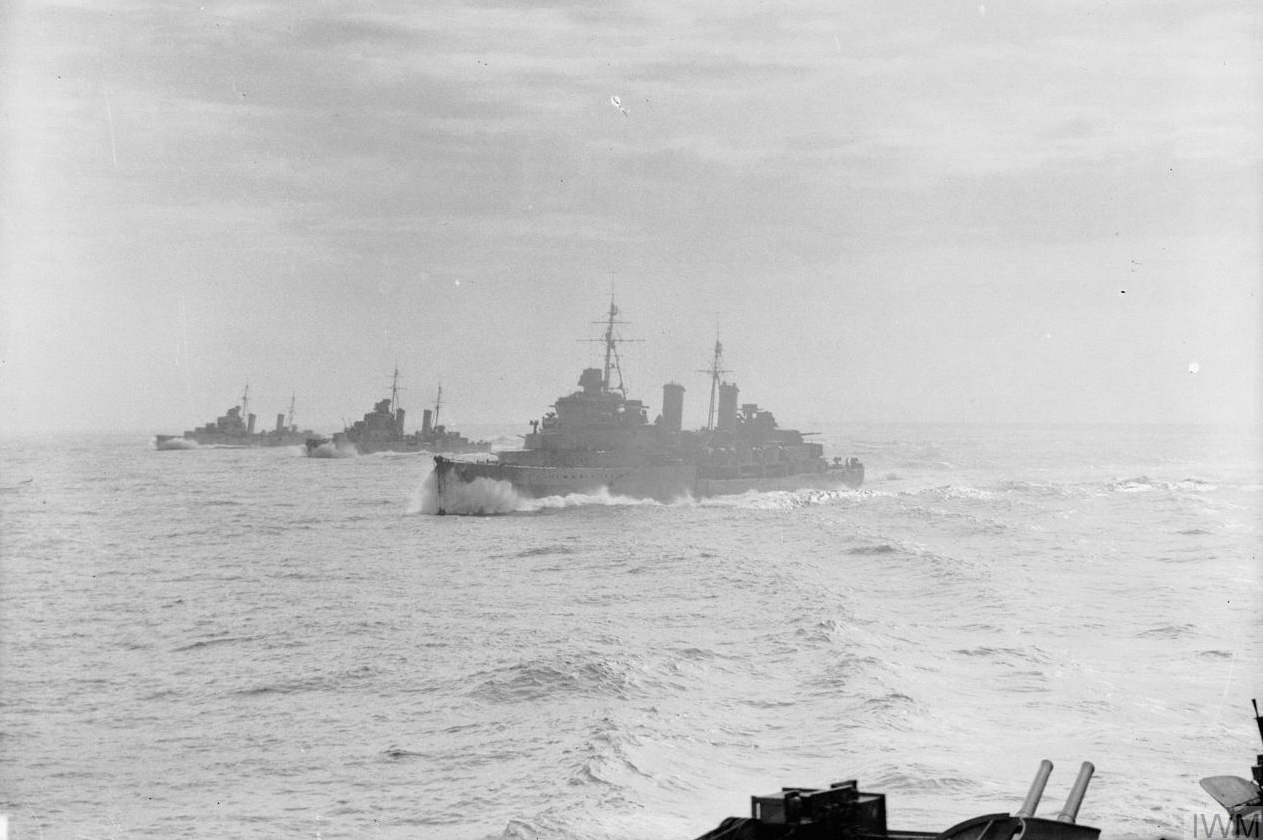
Các tàu tuần dương Edinburgh, Hermione và Euryalus đang di chuyển theo đội hình hàng dọc đang khi hộ tống một đoàn tàu vận tải trong Chiến dịch Halberd.

Từ tháng 9 đến tháng 11 năm 1941, Euryalus là một đơn vị của Hải đội Tuần dương 15 với nhiệm vụ hộ tống gần cho các đoàn tàu vận tải trên đường đi từ Gibraltar đến Malta. Vào tháng 12, cùng với các tàu tuần dương Sheffield, Kenya và Edinburgh, nó tiến hành cuộc tấn công vào tuyến đường tiếp tế của Đức và Ý đến Bắc Phi; và vào cuối tháng đó đã nả pháo xuống Derna. Trong thành phần của Lực lượng "B" dưới quyền chỉ huy của Chuẩn đô đốc Philip Vian, cùng với các tàu tuần dương Naiad và Carlisle và tám tàu khu trục, Euryalus đã lên đường để đưa chiếc tàu chở dầu Breconshire từ Alexandria đến Malta.
Ngày 17 tháng 12 năm 1941, chúng gia nhập cùng với lực lượng "K". Các cuộc không kích của máy bay Ý không mang lại kết quả; và do báo cáo từ một máy bay trinh sát Ý, Đô đốc Iachino cho chuyển hướng lực lượng đặc nhiệm của mình về phía các con tàu Anh và giao chiến không lâu sau khi trời tối. Cả hai phía đều không đạt được kết quả nào, vì cả hai lực lượng đều ra sức bảo vệ toàn tàu vận tải của phe mình mà không nhận thức ra mục tiêu rất đáng giá của đối phương. Vào ngày 18 tháng 12, lực lượng của Đô đốc Vian quay trở về Alexandria; và khi các lưới chắn lối ra vào cảng được mở ra cho các con tàu quay về, ba nhóm ngư lôi có người lái xuất phát từ tàu ngầm Ý Sciré đã nương theo đó xâm nhập vào bên trong cảng, và đã đặt các khối bộc phá bên dưới lườn những chiếc thiết giáp hạm Queen Elizabeth và Valiant cùng tàu chở dầu Na Uy Sagona; tất cả đều bị chìm xuống đáy cảng nông và bị hư hại nặng. Tàu khu trục Jervis neo cập bên mạn chiếc tàu chở dầu cũng bị hư hại.
Vào tháng 1 năm 1942, Euryalus lên đường hướng đến Malta cùng với tàu vận tải Glengyle; ngày 16 tháng 1, nó được sử dụng trong thành phần Lực lượng "B" hộ tống cho một đoàn tàu vận tải đi về phía Malta. Đến tháng 2, Lực lượng "B" khởi hành từ Alexandria để gặp gỡ tàu tuần dương Cleopatra và tàu khu trục Kingston đang đến từ Malta. Vào tháng 3, tàu ngầm Đức U-565 đã đánh chìm Naiad vốn đang là soái hạm của Đô đốc Vian về phía Bắc Sollum, khiến 82 người tử trận. Ngày 21 tháng 1, Euryalus hoạt động như một lực lượng bảo vệ cho một đoàn tàu vận tải tiếp liệu đi đến Malta, v̀a vào ngày hôm sau đoàn tàu bị lực lượng Ý phát hiện.

#### Trận Sirte thứ hai

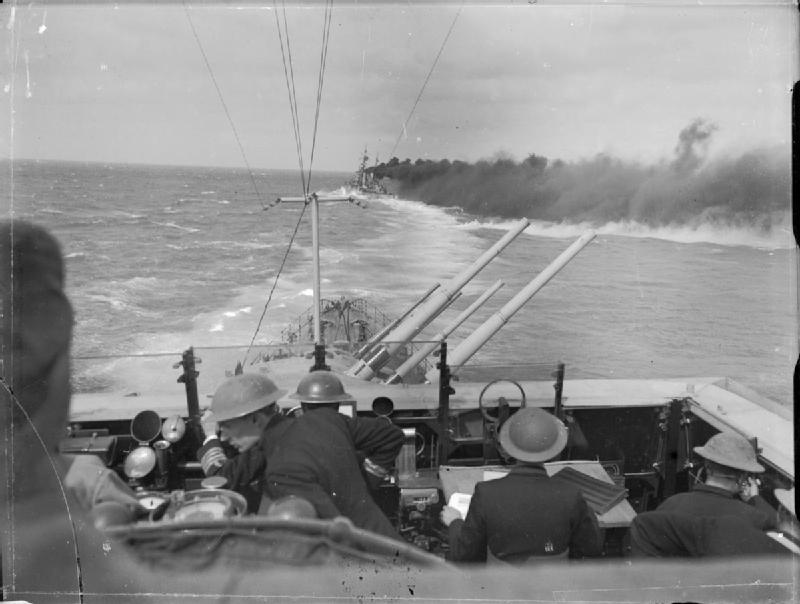
HMS Cleopatra tung ra màn khói che giấu một đoàn tàu vận tải; trong khi Euryalus nâng các khẩu pháo 5,25 inch nhắm vào Hạm đội Ý trong Trận Sirte thứ hai, ngày 22 tháng 3 năm 1942.

Thiết giáp hạm Ý tiến đến gần trong một cơn gió mạnh và tầm nhìn hạn chế, cố gắng chen vào giữa đoàn tàu vận tải và Malta. Tuy nhiên, thời tiết biển động cùng chiến thuật khéo léo của Đô đốc Vian trong việc sử dụng màn khói ngụy trang đã ngăn trở các pháo thủ Ý đến mức chỉ có các tàu khu trục Havock và Kingston bị hư hại đáng kể bởi những phát suýt trúng, nhưng vẫn sống sót và phóng các quả ngư lôi của chúng nhắm vào đối phương. Thiết giáp hạm Ý Littorio bị hỏa lực hải pháo của các tàu tuần dương bắn trúng, và một trong các tàu tuần dương đối phương bị bắn cháy phía đuôi tàu, nhưng những quả ngư lôi của các tàu khu trục đều bị trượt. Littorio quay mũi, cùng với hải đội đối phương rút lui về hướng Đông Bắc. Euryalus chỉ bị hư hại nhẹ bởi mảnh đạn, và đoàn tàu vận tải vẫn xoay xở để tiếp tục đi đến được Malta. Nhưng không may là đoàn tàu vận tải lại bị máy bay ném bom Đức tấn công dữ dội và bị mất thêm sáu tàu buôn. Chỉ khoảng một phần năm của 26.000 tấn hàng tiếp liệu rời Ai Cập được chất dỡ lên bờ. Trong chuyến quay trở về Alexandria, Lực lượng "B" chịu đựng những hư hại đáng kể do bão.

#### Đoàn tàu vận tải Malta
Trong tháng 6, có thêm hai đoàn tàu vận tải lên đường hướng đến Malta: chiến dịch Harpoon từ Gibraltar và chiến dịch Vigorous từ Alexandria. Euryalus được sử dụng để hộ tống trong thành phần Hải đội Tuần dương 15, vốn còn bao gồm Cleopatra, Dido, Hermione, Arethusa và Coventry. Ở về phía Nam đảo Crete, Hermione bị tàu ngầm Đức U-205 đánh chìm. Trong số sáu tàu buôn trong đoàn tàu vận tải "Harpoon", chỉ có hai chiếc đến được Malta với 15.000 tấn hàng tiếp liệu. Đoàn tàu vận tải "Vigorous" không thể đến đích: khi còn cách Malta 1.100 km (600 dặm), trong tình trạng thiếu hụt đạn dược và nhiên liệu, Đô đốc Vian buộc phải ra lệnh rút lui.
Ngày 19 tháng 7 năm 1942, Euryalus cùng Dido và bốn tàu khu trục chịu trách nhiệm bắn phá Mersa Matruh. Đến tháng 11, Chiến dịch Stone Age được tiến hành với một đoàn tàu vận tải bao gồm bốn tàu buôn được hộ tống bởi Euryalus, Dido, Arethusa và mười tàu khu trục. Chúng di chuyển từ Alexandria đến Malta bất chấp các cuộc không kích nặng nề của Đức, trong đó Arethusa bị hư hại nặng ở về phía Bắc Derna vào ngày 18 tháng 11 đến mức nó phải quay về Alexandria. Bốn tàu vận tải đã đến được Malta một cách kỳ diệu, sự kiện này được xem như là hòn đảo đã hoàn toàn được giải vây.
Trong đêm 22-23 tháng 1 năm 1943, Lực lượng "K" bao gồm Euryalus, Cleopatra và bốn tàu khu trục đã bắn pháo vào những con đường rút lui của lực lượng xe tăng cơ giới Đức-Ý gần Zuara, Libya. Tripoli được triệt thoái dưới sự bảo vệ của các lực lượng bọc hậu vào ngày 23 tháng 1. Ngày 5 tháng 6, Euryalus, Aurora, Newfoundland, Orion và Penelope cùng tám tàu khu trục và ba xuồng phóng lôi đã tấn công đảo Pantelleria. Sau khi bắn pháo và ném bom chuẩn bị, lực lượng đổ bộ bao gồm Sư đoàn 1 Anh xuất hiện trên đảo. Trong đêm 10-11 tháng 1, pháo đài trên đảo đầu hàng.

#### Đổ bộ Sicilia
Vào ngày 9 tháng 7 năm 1943, Euryalus cùng với Cleopatra, các thiết giáp hạm Nelson, Rodney và tàu sân bay Indomitable gặp gỡ tại vịnh Sirte, nơi chúng chờ đợi để gia nhập một đoàn tàu vận tải bao gồm 60 tàu hàng, năm tàu chở dầu và 29 tàu đổ bộ, vốn là một phần của lực lượng tấn công đến từ Alexandria và Port Said để tiến hành Chiến dịch Huskey, cuộc đổ bộ lực lượng Đồng Minh lên Sicilia. Vào ngày 14 tháng 7, đang khi tuần tra trong biển Ionian cùng các thiết giáp hạm Nelson, Rodney, Warspite, Valiant và mười tám tàu khu trục, họ bị máy bay ném ngư lôi Ý tấn công, Euryalus và Cleopatra suýt bị đánh trúng. Tuy nhiên hai ngày sau đó Indomitable lại bị đánh trúng.
Trong tháng 8 năm 1943, Euryalus cùng với Dido, Sirius và bốn tàu khu trục đã bắn phá cầu trên vịnh Eufemia Calibria, hỗ trợ cho Tập đoàn quân 8 của Trung tướng Clarke trong vịnh Solerno, dưới sự chỉ đạo chiến dịch chung của Đô đốc Andrew Cunningham tại Malta. Euryalus đã cùng với Scylla, Charybdis, tàu sân bay hạng nhẹ Unicorn, các tàu sân bay hộ tống Battler, Attacker, Hunter, Stalker và chín tàu khu trục hình thành nên Lực lượng Đặc nhiệm "88". Đến tháng 10 năm 1943, Euryalus cuối cùng quay trở về Clyde, Anh Quốc thực hiện một đợt đại tu đã bị trì hoãn khá lâu.

### Viễn Đông
Sau khi hoàn tất việc tái trang bị, vào tháng 7 năm 1944, Euryalus được đưa về hoạt động cùng Hạm đội Nhà. Đến tháng 10, Euryalus hoạt động tại vùng biển Na Uy trong thành phần lực lượng tuần tra các tuyến hàng hải của Đức ngoài khơi Na Uy gần Frohavet, khi các tàu sân bay của lực lượng này làm nhiệm vụ rải mìn. Sang tháng 12 năm 1944, nó lên đường đi Viễn Đông.
Vào tháng 1 năm 1945, Euryalus được điều về Hải đội Tuần dương 5, một đơn vị của Lực lượng Đặc nhiệm "63" đặt căn cứ tại Trincomalee cho các hoạt động tại Thái Bình Dương. Lực lượng này bao gồm thiết giáp hạm King George V, các tàu sân bay Indomitable, Illustrious, Victorious, Indefatigable, các tàu tuần dương Argonaut, Black Prince và chín tàu khu trục; sau đó còn có sự tham gia của tàu tuần dương Ceylon và tàu khu trục Wessex. Vào ngày 20 tháng 1, lực lượng gặp gỡ ba chở tàu dầu tiếp liệu và tàu khu trục Urchin. Đến ngày 23 tháng 1, thời tiết ngoài khơi bờ biển Sumatra không cho phép các hoạt động không lực từ tàu sân bay; nhưng vào ngày hôm sau, máy bay đã cất cánh từ bốn tàu sân bay về phía Tây Nam Sumatra tiến hành không kích xuống phía Bắc Palembang. Sang ngày 29 tháng 1, máy bay tấn công các nhà máy lọc dầu tại Soengi-Gerong gần Palembang. Một nỗ lực của phía Nhật Bản nhằm phản công vào lực lượng đặc nhiệm sử dụng 12 máy bay ném bom đã bị các máy bay tuần tra chiến đấu ngăn chặn, và tất cả số máy bay ném bom đều bị bắn rơi bởi máy bay tiêm kích hay hỏa lực phòng không của hạm đội.

### Thái Bình Dương
Sau khi hoàn tất việc tiếp nhiên liệu, vào ngày 30 tháng 1 năm 1945, lực lượng đặc nhiệm lên đường hướng đến Fremantle, đến nơi vào ngày 4 tháng 2. Trong tháng 3 họ hoạt động tại khu vực Trung Thái Bình Dương dưới quyền chỉ huy của Phó đô đốc Bernard Rawlings; hạm đội khởi hành từ Ulithi tham gia chuẩn bị cho việc đổ bộ lên Okinawa. Cuộc tấn công vào nhóm quần đảo Sakishima-Gunto phía Nam Ryukyu được tiến hành vào ngày 25 tháng 3, với mệnh lệnh vô hiệu hóa các sân bay tại đây. Lực lượng đặc nhiệm được tiếp tế từ ngày 28 đến ngày 30 tháng 3, và các cuộc tấn công được tiếp tục vào ngày 31 tháng 3. Các hoạt động tấn công cũng được tiến hành từ ngày 3 đến ngày 29 tháng 5; và trải qua một giai đoạn nghỉ ngơi ngắn trước khi lực lượng đặc nhiệm Anh xuất phát từ Leyte. Sau khi được tiếp tế vào ngày 3-4 tháng 6, họ tiến hành cuộc không kích từ tàu sân bay lên nhóm đảo Sakishima-Gunto. Euryalus cùng các tàu tuần dương Black Prince, Swiftsure, HMCS Uganda, HMNZS Gambia và bảy tàu khu trục đã tiến hành bắn pháo xuống các đảo và các sân bay. Tàu sân bay HMS Formidable bị một máy bay tấn công cảm tử Kamikaze đánh trúng trong khi Indomitable bị hư hại nhẹ.
Vào ngày 5 tháng 6 năm 1945, đối phương phản công mạnh vào hạm đội, gây hư hại cho các tàu sân bay Victorious và Formidable, và tàu khu trục Quilliam bị hư hại nặng do một vụ va chạm. Đến ngày 20 tháng 6, tàu tuần dương New Zealand HMNZS Achilles tham gia vào lực lượng đặc nhiệm. Sang ngày 16 tháng 7, lực lượng đặc nhiệm Anh hợp sức cùng các lực lượng hải quân Hoa Kỳ, khi các tàu sân bay tiến hành các đợt không kích ác liệt vào khu vực Tokyo-Yokohama. Vào ngày 2–3 tháng 8, các phi vụ được tung ra nhắm vào phía Bắc đảo Honshū, rồi đến lượt Hokkaidō vào ngày 9 tháng 8. Lực lượng đặc nhiệm được tiếp tế trong các ngày 11-12 tháng 8, và sau khi việc ngưng bắn được thỏa thuận, lực lượng Anh lên đường đi vịnh Subic chuẩn bị cho việc chiếm đóng Hong Kong.

### Sau chiến tranh
Vào 17 tháng 2 năm 1947, Euryalus quay trở về Sheerness và được đưa về lực lượng dự bị. Nó được tái trang bị từ năm 1947 đến năm 1948. Đến tháng 1 năm 1948, Euryalus tái hoạt động, và gia nhập Hải đội Tuần dương 1 tại Địa Trung Hải, nơi nó tiến hành tuần tra ngoài khơi khu vực Palestine, và đã giúp vào việc triệt thoái Cao ủy Anh khỏi Haifa. Sang tháng 5 năm 1950, nó quay về Plymouth tiếp nhận thủy thủ đoàn mới, rồi lại gia nhập Hải đội Tuần dương 1. Đến tháng 4 năm 1951, nó lên đường đi vịnh Ba Tư thay phiên cho tàu tuần dương Mauritius để phục vụ tại Hải đội Đông Ấn, biểu dương lực lượng trong vụ khủng hoảng khi người Iran đe dọa chiếm các giếng dầu mỏ Anh-Iran. Sang tháng 5, nó đi đến Bahrain; và đến tháng 6 nó quay trở lại Malta sau khi được thay phiên bởi các tàu khi trục đặt căn cứ tại Malta Armada, Saintes, Vigo và Gravelines.
Vào tháng 7 năm 1951, một lần nữa Euryalus lại lên đường đi đến vùng vịnh, đi ngang qua kênh đào Suez, chỉ dừng lại để nhận lên tàu một trung đội Lancashire Fusiliers, đi đến Abadan vào ngày 21 tháng 7. Vào tháng 8 năm 1952, Euryalus được cho ngưng hoạt động, nhưng lại cho tái hoạt động trở lại vào cuối năm đó để gia nhập hải đội tuần dương 1 tại Địa Trung Hải. Vào tháng 4 năm 1953, nó được cho chuyển sang Hải đội Tuần dương 6 tại Nam Đại Tây Dương, đặt căn cứ tại Simonstown, Nam Phi và hoạt động trong vai trò soái hạm. Ngày 9 tháng 1 năm 1954, nó vào ụ tàu Selborne để tái trang bị, và vào tháng 3 đã được thay thế các chân vịt trước khi ra khỏi ụ tàu vào ngày 9 tháng 3. Sang tháng 9, Euryalus lên đường quay về Anh Quốc, về đến Devonport vào ngày 19 tháng 9. Đến tháng 11 năm 1954, nó được cho ngừng hoạt động và đưa về lực lượng dự bị. Vào ngày 18 tháng 7 năm 1959, Euryalus được cho kéo đến Blyth và được tháo dỡ bởi hãng Hughes Bolckow.
Huy hiệu của Euryalus hiện vẫn đang được trưng bày trên tường của ụ tàu Selborne tại Simonstown, Nam Phi.